# Bob Sawyer
Bob Sawyer, Bob Robert Sawyer, spelade gitarr i Iron Maiden under 1976. Han gick under artistnamnet Rob Angelo. Han spelade tillsammans med Praying Mantis ett tag och i Weapon 1981. När han slutade där fortsatte han till The Rauch & Roll Band och sedan vidare till bandet High Roller.